# Merópi Kaldí
Merópi Kaldí (grec moderne : Μερόπη Καλδή), née le 28 décembre 1954 à Ioannina, est une femme politique grecque.
Membre du parti Nouvelle Démocratie, elle siège au Parlement grec de 1989 à 1993 et au Parlement européen en 2004.